# (300068) 2006 UF204
(300068) 2006 UF204 es un asteroide perteneciente al cinturón de asteroides, descubierto el 22 de octubre de 2006 por el equipo del Near Earth Asteroid Tracking desde el Observatorio del Monte Palomar, Estados Unidos.

## Designación y nombre
Designado provisionalmente como 2006 UF204.

## Características orbitales
2006 UF204 está situado a una distancia media del Sol de 3,013 ua, pudiendo alejarse hasta 3,333 ua y acercarse hasta 2,693 ua. Su excentricidad es 0,106 y la inclinación orbital 9,444 grados. Emplea 1910,84 días en completar una órbita alrededor del Sol.

## Características físicas
La magnitud absoluta de 2006 UF204 es 15,6.